# Nishi Amane

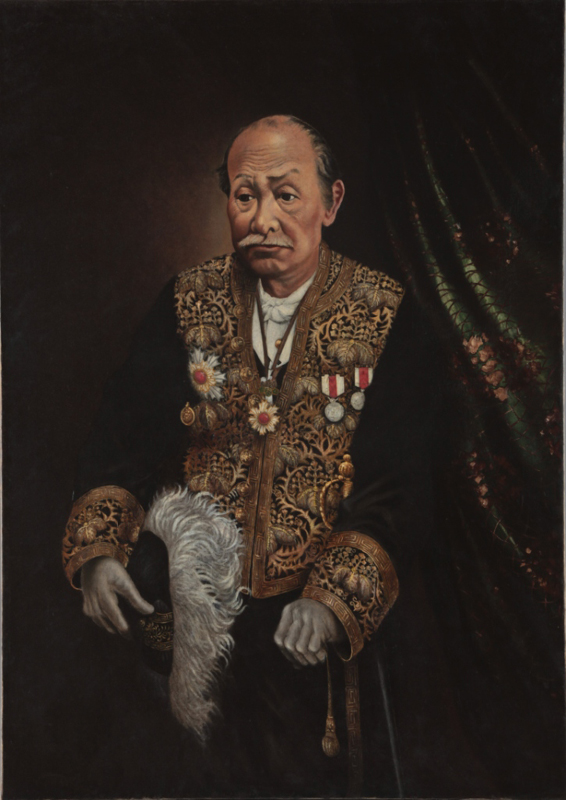
Nishi Amane
(Takahashi Yuichi)

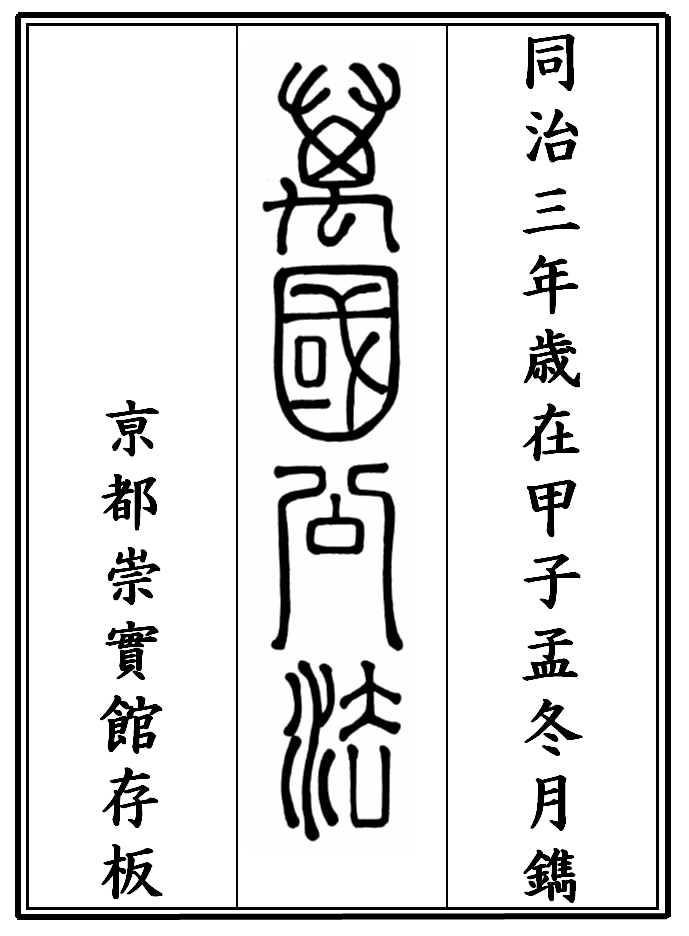
Titelblatt „Bankoku kōhō“

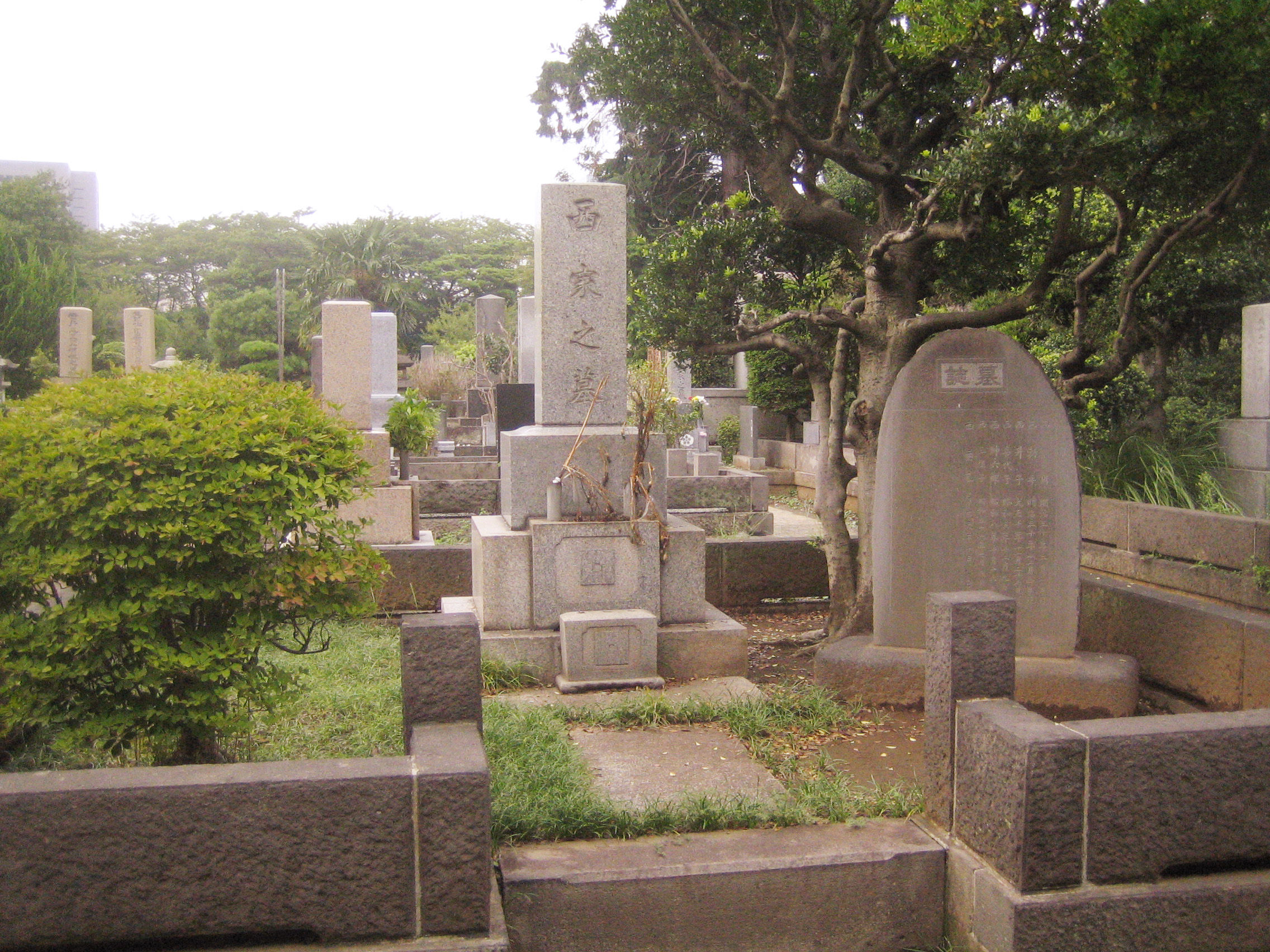
Grab auf dem Aoyama-Friedhof

Nishi Amane (japanisch 西 周; * 7. März 1829; † 30. Januar 1897) war ein Philosoph und politischer Verwalter zu Beginn der Meiji-Zeit, der sich für den Gedanken der Aufklärung einsetzte. Amane prägte u. a. das japanische Wort tetsugaku (哲学) für den westlichen Begriff Philosophie.

## Leben und Wirken
Amane stammte aus Tsuwano, einer kleinen Residenzstadt in der westjapanischen Präfektur Shimane. Seine Vorfahren waren Ärzte im Dienste des dort regierenden Daimyō. Ihm wurde erlaubt, statt Medizin Konfuzianismus zu studieren. Er konnte sich in Ōsaka und Okayama umsehen, wurde dann Lehrer an der heimischen Han-Schule Yōrōkan, wo er sich mit den sozialen Grundsätzen des Philosophen Ogyū Sorai beschäftigte. 
1853 wurde er nach Edo geschickt, wo er unter dem Eindruck von Matthew Calbraith Perry begann, sich der westlichen Wissenschaft zuzuwenden. Er löste sich von seinem Han und begann unter Tetsuka Ritsuzō (1822–1878) Rangaku zu studieren. 1857 bekam er seine Stelle im gerade eingerichteten Amt für das Studium ausländischer Wissenschaft, dem Bansho-Shirabesho. 1859 heiratete er die Tochter Masu des Arztes Ishikawa. 1863 wurde er von der Regierung im Rahmen einer Bestellung von Kriegsschiffen mit Tsuda Mamichi u. a. nach Holland geschickt, studierte an der Universität Leiden unter Simon Vissering Jura, Wirtschaft und Philosophie und brachte die Ideen des Positivismus und Utilitarismus nach Japan.
1865 zurück in Japan wurde er 1866 Professor am Keiseisho, und übersetzte als große Leistung Elements of International Law von Henry Wheaton, das 1870 als Bankoku kōhō (万国公法) erschien. Er traf Shōgun Tokugawa Yoshinobu, der sich in Kyōto aufhielt, und regte an, sich in Heeresfragen von französischer Seite beraten zu lassen. Er wirkte dann kurzfristig selbst an der Militärakademie Numazu. 1867, im Zusammenhang mit der Forderung nach der Abdankung des Shoguns, empfahl er, den Staat neu zu gestalten und die Gewaltenteilung und eine Nationalversammlung einzuführen. In dieser Zeit nutze er sein Anwesen als Privatschule und hielt Vorlesungen. Einer seiner Schüler war der spätere Philosoph Kiyono Tsutomu (1853–1897), der sich eingehend mit Kant beschäftigte.
1873 gründete er mit Fukuzawa Yukichi, dem Kultusminister Mori Arinori (1847–1889) und anderen die Meiroku-Gesellschaft (明六社, Meirokusha) und führte in die westliche Philosophie unter dem Schlagwort „Aufklärung“ (啓蒙, keimō) ein, um die „Zivilisierung der (japanischen) Gesellschaft“ (文明化, bummeika) voranzutreiben. 
Nishi arbeitete in verschiedenen Ministerien, u. a. im Ministerium für militärische Angelegenheiten, wo er den „Einberufungserlass“ von 1873 (徴兵令, Chōhei-rei) formulierte. 1882 schrieb er den Entwurf für das „Kaiserliche Soldatenedikt“ (軍人勅諭, Gunjin chokuyu).
1881 gründete Amane mit Aoki Shūzō, Katsura und anderen die „Gesellschaft zum Deutschstudium“ (Kyūjitai: 獨逸學協會, Doitsugaku kyōkai), Vorläufereinrichtung der heutigen Dokkyō-Universität.
1897, kurz vor seinem Tode, wurde Amane zum Baron ernannt. Begraben ist er aus dem Friedhof Aoyama. 1952 erschien eine 10-Yen-Gedenkmarke der Japanischen Post.

## Werke (Auswahl)
- Hyakuichi shinron (百一新論): Eine kleine Enzyklopädie
- Hyakugaku renkan (百学連環): Eine weitere Enzyklopädie
- Chichi kōmei (致知啓蒙): „Aufklärung des (traditionellen) Wissens“